# Grand Prix-wegrace van Frankrijk 1978
De Grand Prix-wegrace van Frankrijk 1978 was de vierde race van het wereldkampioenschap wegrace-seizoen 1978. De races werden verreden op 7 mei 1978 op het Circuit Paul Armagnac nabij Nogaro, Frankrijk.

## Algemeen
De Franse FFM organiseerde haar Grand Prix, ondanks de aanwezigheid van goede circuits als Paul Ricard en Le Mans, uitgerekend in een uithoek in Zuid-Frankrijk op het Circuit Paul Armagnac bij Nogaro. De betekende dat het rennerskwartier veel te klein was, het wegdek erg slecht en dat het weinige publiek op taluds moest plaatsnemen, die door de regen ook nog doornat waren geworden. Door het slechte asfalt waren er al in de trainingen veel valpartijen, o.a. van Sadao Asami, Leandro Becheroni, Guy Bertin, Johnny en José Cecotto, Virginio Ferrari, Leif Gustafsson, Ikujiro Takai en Franco Uncini. Tom Herron viel tijdens de trainingen zelfs twee keer. Takai en Becheroni konden niet starten in de race. Geen enkele poleposition werd verzilverd: Johnny Cecotto viel een paar ronden voor het einde van de 500cc-race uit, Olivier Chevalier viel in de opwarmronde waardoor hij de 350cc-race zonder stroomlijnkuip moest rijden, Patrick Fernandez en Thierry Espié vielen allebei in hun race en Alain Michel werd met zijn bakkenist Stu Collins tweede in de zijspanrace.

## 500 cc
Nu de problemen met de Goodyear-banden van Kenny Roberts verleden tijd waren was hij eigenlijk moeilijk te verslaan. In Frankrijk deelde Yamaha een gevoelige klap uit aan Suzuki, terwijl Barry Sheene juist overtuigd was van zijn kansen op het stuurcircuit van Nogaro. Hij had echter ook gezegd dat het hier moest gebeuren, anders waren zijn kansen op de wereldtitel verdwenen. Johnny Cecotto (uitgevallen) en Takazumi Katayama (gevallen) haalden de finish niet, maar behalve winnaar Kenny Roberts moest Sheene ook teamgenoot Pat Hennen voorbij laten.

### Uitslag 500 cc
| Pos | Coureur             | Merk   | Tijd           | Punten         |
| --- | ------------------- | ------ | -------------- | -------------- |
| 1   | Kenny Roberts       | Yamaha | 56' 42" 5      | 15             |
| 2   | Pat Hennen          | Suzuki | +10" 5         | 12             |
| 3   | Barry Sheene        | Suzuki | +29" 7         | 10             |
| 4   | Christian Estrosi   | Suzuki | +37" 2         | 8              |
| 5   | Wil Hartog          | Suzuki | +1' 07" 3      | 6              |
| 6   | Graziano Rossi      | Suzuki | +1 ronde       | 5              |
| 7   | Steve Parrish       | Suzuki | +1 ronde       | 4              |
| 8   | Jean-Philippe Orban | Suzuki | +1 ronde       | 3              |
| 9   | Carlo Perugini      | Suzuki | +2 ronden      | 2              |
| 10  | Kenny Blake         | Yamaha | +2 ronden      | 1              |
| 11  | Alex George         | Suzuki | +2 ronden      |                |
| 12  | Marc Chabert        | Suzuki | +2 ronden      |                |
| 13  | John Woodley        | Suzuki | +2 ronden      |                |
| 14  | Franz Rau           | Suzuki | +3 ronden      |                |
| 15  | Børge Nielsen       | Suzuki | +3 ronden      |                |
| 16  | Gerhard Vogt        | Suzuki | +3 ronden      |                |
| 17  | Virginio Ferrari    | Suzuki | +4 ronden      |                |
| 18  | John Newbold        | Suzuki | +4 ronden      |                |
| 19  | Kimmo Kopra         | Yamaha | +4 ronden      |                |
| 20  | Philippe Coulon     | Suzuki | +7 ronden      |                |
| 21  | Boet van Dulmen     | Suzuki | +11 ronden     |                |
| 22  | Gianfranco Bonera   | Suzuki | +12 ronden     |                |
| 23  | Johnny Cecotto      | Yamaha | +16 ronden     |                |
| 24  | Alain Béraud        | Yamaha | +18 ronden     |                |
| DNF | Michel Rougerie     | Suzuki | motor          |                |
| DNF | Pierre Tocco        | Yamaha | val            |                |
| DNF | Jean-Paul Boinet    | Suzuki |                |                |
| DNF | Teuvo Länsivuori    | Suzuki |                |                |
| DNF | Eddie Roberts       | Suzuki |                |                |
| DNF | Leslie van Breda    | Suzuki | banden         |                |
| DNF | René Gutknecht      | Suzuki | motor          |                |
| DNF | Bruno Kneubühler    | Suzuki | oververhitting | oververhitting |
| DNF | Jack Findlay        | Suzuki | motor          |                |
| DNF | Steve Wright        | Yamaha | motor          |                |
| DNF | Takazumi Katayama   | Yamaha | val            |                |
| DNF | Marco Lucchinelli   | Suzuki | val            |                |
| DNS | Ikujiro Takai       | Yamaha | blessure       |                |
| DNS | Leandro Becheroni   | Suzuki | blessure       |                |

## 350 cc

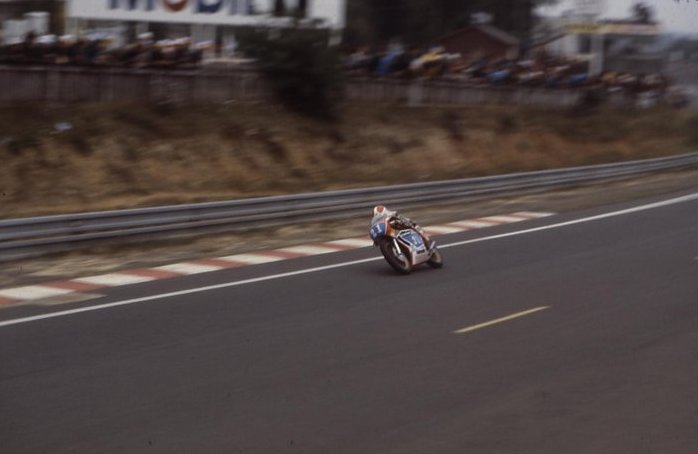
Eric Saul tijdens de 350cc-race in Frankrijk. Hij zou in deze race uitvallen

Na zijn overwinning in de 250cc-race in Frankrijk won Gregg Hansford ook de 350cc-klasse. Zijn teamgenoot Kork Ballington werd tweede terwijl Jon Ekerold en Tom Herron een boeiend gevecht om de derde plaats uitvochten. Dat werd gewonnen door Ekerold.

### Uitslag 350 cc
| Pos | Coureur                | Merk       | Tijd      | Punten |
| --- | ---------------------- | ---------- | --------- | ------ |
| 1   | Gregg Hansford         | Kawasaki   | 51' 29" 2 | 15     |
| 2   | Kork Ballington        | Kawasaki   | +7" 8     | 12     |
| 3   | Jon Ekerold            | Yamaha     | +46" 8    | 10     |
| 4   | Tom Herron             | Yamaha     | +54" 3    | 8      |
| 5   | Vic Soussan            | Yamaha     | +1' 09" 1 | 6      |
| 6   | Patrick Fernandez      | Yamaha     | +1' 11" 3 | 5      |
| 7   | Olivier Chevallier     | Yamaha     | +1' 18" 3 | 4      |
| 8   | Pentti Korhonen        | Yamaha     | +1' 23" 8 | 3      |
| 9   | Raymond Roche          | Yamaha     | +1' 24" 5 | 2      |
| 10  | Michel Rougerie        | Yamaha     | +1 ronde  | 1      |
| 11  | Mick Grant             | Kawasaki   | +1 ronde  |        |
| 12  | Clive Padgett          | Yamaha     | +1 ronde  |        |
| 13  | Sadao Asami            | Yamaha     | +1 ronde  |        |
| 14  | Gianfranco Bonera      | Yamaha     | +1 ronde  |        |
| 15  | Chas Mortimer          | Yamaha     | +1 ronde  |        |
| 16  | Michel Frutschi        | Yamaha     | +1 ronde  |        |
| 17  | Leif Gustafsson        | Yamaha     | +1 ronde  |        |
| 18  | Denis Boulom           | Yamaha     | +2 ronden |        |
| 19  | Eero Hyvärinen         | Yamaha     | +3 ronden |        |
| 20  | Michel Rastel          | Yamaha     | +3 ronden |        |
| 21  | Patrick Pons           | Yamaha     | +5 ronden |        |
| DNF | Christian Sarron       | Yamaha     |           |        |
| DNF | John Dodds             | Yamaha     |           |        |
| DNF | Jean-Louis Guignabodet | Yamaha     |           |        |
| DNF | Toni Mang              | Kawasaki   |           |        |
| DNF | Philippe Bouzanne      | Yamaha     |           |        |
| DNF | Franco Uncini          | Yamaha     |           |        |
| DNF | Franco Solari          | Yamaha     |           |        |
| DNF | Mario Lega             | Morbidelli |           |        |
| DNF | Guy Bertin             | Yamaha     |           |        |
| DNF | John Newbold           | Yamaha     |           |        |
| DNF | Jean-Claude Meilland   | Yamaha     |           |        |
| DNF | Takazumi Katayama      | Yamaha     |           |        |
| DNF | Hervé Moineau          | Yamaha     |           |        |
| DNF | Eric Saul              | Yamaha     |           |        |
| DNF | Pekka Nurmi            | Yamaha     |           |        |
| DNQ | José Cecotto           | Yamaha     |           |        |
| DNQ | Richard Hubin          | Yamaha     |           |        |

## 250 cc
In Frankrijk reed Jon Ekerold (Yamaha) de eerste ronde aan de leiding, maar toen werd hij ingehaald door Gregg Hansford en Kenny Roberts. Zij gingen ook sneller dan Kork Ballington, die Ekerold ook passeerde. In het gevecht om de leiding verremde Roberts zich een keer en hij finishte twee seconden na Hansford. Ballington moest om de derde plaats vechten met Patrick Fernandez tot die ten val kwam.

### Uitslag 250 cc
| Pos | Coureur              | Merk            | Tijd       | Punten |
| --- | -------------------- | --------------- | ---------- | ------ |
| 1   | Gregg Hansford       | Kawasaki        | 48' 22" 1  | 15     |
| 2   | Kenny Roberts        | Yamaha          | +2" 1      | 12     |
| 3   | Kork Ballington      | Kawasaki        | +25" 1     | 10     |
| 4   | Jon Ekerold          | Yamaha          | +48" 9     | 8      |
| 5   | Tom Herron           | Yamaha          | +1' 07" 1  | 6      |
| 6   | Raymond Roche        | Yamaha          | +1' 12" 7  | 5      |
| 7   | Chas Mortimer        | Maxton-Yamaha   | +1' 15" 9  | 4      |
| 8   | Olivier Chevallier   | Yamaha          | +1' 22" 6  | 3      |
| 9   | Vic Soussan          | Yamaha          | +1' 22" 9  | 2      |
| 10  | Guy Bertin           | Yamaha          | +1' 23" 3  | 1      |
| 11  | Franco Uncini        | Yamaha          | +1 ronde   |        |
| 12  | Clive Padgett        | Yamaha          | +1 ronde   |        |
| 13  | Hervé Moineau        | Yamaha          | +1 ronde   |        |
| 14  | Sadao Asami          | Yamaha          | +1 ronde   |        |
| 15  | Leif Gustafsson      | Yamaha          | +1 ronde   |        |
| 16  | Jean-Claude Meilland | Yamaha          | +1 ronde   |        |
| 17  | Jacques Cornu        | Yamaha          | +1 ronde   |        |
| 18  | Pierre Tocco         | Yamaha          | +1 ronde   |        |
| 19  | Carlos Lavado        | Yamaha          | +2 ronden  |        |
| 20  | Josef Hage           | Yamaha          | +2 ronden  |        |
| 21  | Patrick Fernandez    | Yamaha          | +4 ronden  |        |
| 22  | Eduardo Alemán       | Yamaha          | +9 ronden  |        |
| 23  | Philippe Bouzanne    | Yamaha          | +10 ronden |        |
| 24  | Jean-François Baldé  | Kawasaki        | +12 ronden |        |
| DNF | Christian Estrosi    | Yamaha          |            |        |
| DNF | Toni Mang            | Kawasaki        |            |        |
| DNF | Eero Hyvärinen       | Yamaha          |            |        |
| DNF | John Dodds           | Yamaha          |            |        |
| DNF | Thierry Laurens      | Yamaha          |            |        |
| DNF | Mick Grant           | Kawasaki        |            |        |
| DNF | Roland Freymond      | Yamaha          |            |        |
| DNF | Pentti Korhonen      | Yamaha          |            |        |
| DNF | Mario Lega           | Morbidelli      |            |        |
| DNF | Paolo Pileri         | Morbidelli      |            |        |
| DNF | Pierluigi Conforti   | Morbidelli      |            |        |
| DNF | Walter Villa         | Harley-Davidson |            |        |
| DNF | Eric Saul            | Yamaha          |            |        |
| DNF | Denis Boulom         | Yamaha          |            |        |

## 125 cc
Thierry Espié trainde in de 125cc-klasse als beste en reed zelfs acht ronden aan de leiding, tot hij gepasseerd werd door Pier Paolo Bianchi. Kort daarna reed Espié op de opdrogende baan door een plas water waardoor hij ten val kwam. Verrassende tweede werd op dat moment Per-Edvard Carlsson (Morbidelli), maar hij werd nog ingehaald door Eugenio Lazzarini, die een slechte start had goedgemaakt.

### Uitslag 125 cc
| Pos | Coureur                | Merk       | Tijd       | Punten |
| --- | ---------------------- | ---------- | ---------- | ------ |
| 1   | Pier Paolo Bianchi     | Minarelli  | 50' 21" 3  | 15     |
| 2   | Eugenio Lazzarini      | MBA        | +12" 5     | 12     |
| 3   | Per-Edvard Carlsson    | Morbidelli | +33" 7     | 10     |
| 4   | Maurizio Massimiani    | Morbidelli | +37" 0     | 8      |
| 5   | Jean-Louis Guignabodet | Morbidelli | +1' 30" 9  | 6      |
| 6   | Thierry Noblesse       | Morbidelli | +1 ronde   | 5      |
| 7   | Matti Kinnunen         | Morbidelli | +1 ronde   | 4      |
| 8   | Patrick Plisson        | Morbidelli | +1 ronde   | 3      |
| 9   | Harald Bartol          | Morbidelli | +1 ronde   | 2      |
| 10  | Daniel Meyer           | Morbidelli | +1 ronde   | 1      |
| 11  | Claude Gorry           | Morbidelli | +1 ronde   |        |
| 12  | Stefan Dörflinger      | Morbidelli | +2 ronden  |        |
| 13  | Bennie Wilbers         | Morbidelli | +2 ronden  |        |
| 14  | Johann Parzer          | Morbidelli | +2 ronden  |        |
| 15  | Ernst Fagerer          | Morbidelli | +2 ronden  |        |
| 16  | Yves Dupont            | Morbidelli | +3 ronden  |        |
| 17  | Jacky Hutteau          | Morbidelli | +3 ronden  |        |
| 18  | Pierluigi Conforti     | MBA        | +5 ronden  |        |
| 19  | Bernd Schneider        | Bender     | +5 ronden  |        |
| 20  | Karl Fuchs             | Morbidelli | +10 ronden |        |
| DNF | Clive Horton           | Morbidelli |            |        |
| DNF | Alain Pellet           | Morbidelli |            |        |
| DNF | Thierry Espié          | Motobécane | val        |        |
| DNF | Claudio Lusuardi       | Morbidelli |            |        |
| DNF | Hans Müller            | Morbidelli |            |        |
| DNF | Ángel Nieto            | Bultaco    |            |        |
| DNF | Werner Schmied         | Rotax      |            |        |
| DNF | Marc-Anton Constantin  | Morbidelli |            |        |
| DNF | Enrico Cereda          | Morbidelli |            |        |
| DNF | Benga Johansson        | Morbidelli |            |        |
| DNF | Ricardo Tormo          | Bultaco    |            |        |
| DNF | Laurent Gomis          | Morbidelli |            |        |
| DNF | Michael Schmid         | Morbidelli |            |        |
| DNF | François Granon        | Morbidelli |            |        |
| DNF | Iván Palazzese         | Morbidelli |            |        |

## Zijspanklasse
In Frankrijk verscheen Rolf Biland eindelijk met zijn nieuwe, spectaculaire BEO-Yamaha aan de start. Hoewel er regen dreigde startte iedereen op slicks en Biland beperkte zich de hele race tot het op enkele meters volgen van Alain Michel/Stu Collins. Het leverde een vreemd gezicht op: Collins die volop moest turnen om de Seymaz-Yamaha op de baan te houden, terwijl achter hem Kenny Williams als een werkloze passagier in het "zijspan" van Biland zat. Pas in de laatste ronde ging Biland simpel voorbij aan Michel om de race te winnen. Mac Hobson/Kenny Birch eindigden als derde. De Franse Grand Prix was het begin van het einde van de samenwerking van Rolf Biland en Kenny Williams. Die realiseerde zich pas na de race waar hij zich mee had ingelaten: "Ik word liever derde met de TTM dan eerste met de BEO. Als we in Assen starten met de BEO moet ik me weer staan schamen op het erepodium". Biland verklaarde zelf over het "zittend werk" van Williams: "Ik wil Kenny wel vragen om te doen alsof hij moet turnen, als hij maar niet voor de opschriften van de sponsors gaat hangen." Kenny Williams maakte het seizoen af, maar beëindigde daarna zijn carrière als bakkenist.

### Uitslag zijspanklasse
| Pos | Coureur          | Bakkenist          | Merk          | Tijd      | Punten |
| --- | ---------------- | ------------------ | ------------- | --------- | ------ |
| 1   | Rolf Biland      | Kenneth Williams   | BEO-Yamaha    | 46' 25" 2 | 15     |
| 2   | Alain Michel     | Stuart Collins     | Seymaz-Yamaha | +2" 0     | 12     |
| 3   | Malcolm Hobson   | Kenny Birch        | Schmid-Yamaha | +48" 5    | 10     |
| 4   | George O'Dell    | Cliff Holland      | Schmid-Yamaha | +1' 25" 9 | 8      |
| 5   | Bruno Holzer     | Karl Meierhans     | LCR-Yamaha    | +1' 26" 4 | 6      |
| 6   | Werner Schwärzel | Andreas Huber      | ARO-Fath      | +1 ronde  | 5      |
| 7   | Jock Taylor      | Lewis Ward         | Windle-Yamaha |           | 4      |
| 8   | Göte Brodin      | Per-Erik Wickström | Windle-Yamaha |           | 3      |
| 9   | Bill Hodgkins    | John Parkins       | Windle-Yamaha |           | 2      |
| 10  | Gérald Corbaz    | Roland Gabriel     | Schmid-Yamaha |           | 1      |

1920 · 1921 · 1922 · 1923 · 1924 · 1925 · 1926 · 1927 · 1928 · 1929 · 1930 · 1931 · 1932 · 1933 · 1935 · 1936 · 1937 · 1938 · 1939 · 1949 · 1951 ·  1953 · 1954 · 1955 · 1958 · 1959 · 1960 · 1961 · 1962 · 1963 · 1964 · 1965 · 1966 · 1967 · 1969 · 1970 · 1972 · 1973 · 1974 · 1975 · 1976 · 1977 · 1978 · 1979 · 1980 · 1981 · 1982 · 1983 · 1984 · 1985 · 1986 · 1987 · 1988 · 1989 · 1990 · 1991 · 1992 · 1994 · 1995 · 1996 · 1997 · 1998 · 1999 · 2000 · 2001 · 2002 · 2003 · 2004 · 2005 · 2006 · 2007 · 2008 · 2009 · 2010 · 2011 · 2012 · 2013 · 2014 · 2015 · 2016 · 2017 · 2018 · 2019 · 2020 · 2021 · 2022 · 2023 · 2024 · 2025